# Кутузовка (Казахстан)
Куту́зовка (каз. Кутузов) — село у складі Айиртауського району Північноказахстанської області Казахстану. Входить до складу Українського сільського округу.
Населення — 148 осіб (2021; 275 у 2009, 401 у 1999, 449 у 1989).
Національний склад станом на 1989 рік:
- німці — 47 %
- росіяни — 26 %.

Колишня назва — Тетеревинка.